# Floridas legislatur
Floridas legislatur (engelska: Florida Legislature) är den lagstiftande församlingen i den amerikanska delstaten Florida.

## Senaten
Floridas senat (engelska: Florida Senate) består av 40 senatorer som representerar 40 distrikt valda i majoritetsval. Mandatperioden i senaten är fyra år.
Hälften av senaten väljs vartannat år i samband med valen till representanthuset. För att vara valbar till endera kammare krävs 21 års ålder samt att den som väljs bor inom distriktet samt har bott i delstaten under två år.

## Representanthuset
Floridas representanthus (engelska: Florida House of Representatives) består av 120 ledamöter som representerar 120 distrikt valda i majoritetsval. Mandatperioden i representanthuset är två år.

## Byggnaderna
Florida State Capitol består av två byggnader, båda belägna bredvid varandra i centrala Tallahassee. Den äldre byggnaden (benämnd som "Historic Capitol" eller "The Old Capitol") uppfördes 1845. Den äldre byggnaden var rivningshotad när den nyare byggnaden ("New Capitol") uppfördes på 1970-talet, men det beslutades efter protester och medborgarinitiativ att båda byggnaderna skulle existera sida vid sida.

## Bildgalleri

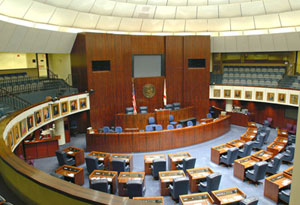
Senatens kammare
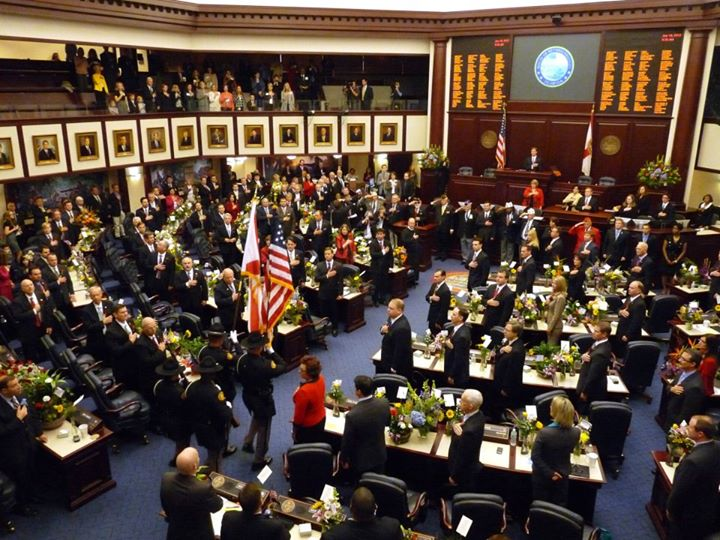
Representanthusets kammare